# Jake Manley
Jake Manley (Canadá, 23 de agosto de 1991) é um ator canadense, mais conhecido por interpretar Jack Morton na série de televisão The Order.

## Carreira
Em 2012, Manley fez sua estréia como ator na série dramática da CW,  Beauty & the Beast . Após seu primeiro papel, Manley ganhou outros papéis em uma variedade de programas de TV, incluindo Cracked, 
Heroes Reborn, iZombie e Deuses Americanos.  
Em 2017, foi relatado que Manley estrelaria ao lado de Gage Munroe e Dylan Everett no filme Brotherhood. 
Em 17 de abril de 2018, foi anunciado pelo Deadline que Manley atuaria como Jack Morton na série da Netflix The Order.  
Em 2019, foi relatado que Manley estrelaria como Willie West no próximo filme de guerra de Roland Emmerich Midway. 
Em maio de 2019, Manley foi escalado para a comédia romântica da Netflix Holidate.  No mesmo mês, foi  anunciou que Manley estrelará ao lado de Bella Thorne no filme de suspense Southland. 

## Filmografia

### Filme
| Ano  | Titulo          | Papel         | Notas |
| ---- | --------------- | ------------- | ----- |
| 2015 | Bad Hair Day    | Kyle Timmons  |       |
| 2019 | A Dog's Journey | Shane         |       |
| 2019 | Midway          | Willie West   |       |
| 2019 | Brotherhood     | George Waller |       |
| 2020 | Southland       | Dean          |       |
| 2020 | Holidate        | York          |       |

### Televisão
| Ano  | Titulo             | Papel           | Notas                                   |
| ---- | ------------------ | --------------- | --------------------------------------- |
| 2012 | Beauty & the Beast | Derek Moore     | Episodio: "Out of Control"              |
| 2013 | Cracked            | Kyle Alpern     | Episódio: "Cherry Blossoms"             |
| 2015 | Heroes Reborn      | Brad            |                                         |
| 2016 | American Gothic    | Young Tom Price | Episodio: "Freedom from Fear"           |
| 2017 | American Gods      | Bartholomew     | Episódio: "A Prayer for Mad Sweeney"    |
| 2017 | Casual             | Harvard         | Episódio: "Troubleshooting"             |
| 2018 | Trollville         | Daniel          | Episódios: "Sex Party" e "Broken Chair" |
| 2018 | iZombie            | Fisher Webb     |                                         |
| 2019 | Project Blue Book  | Toby McManus    | Episódio: "The Fuller Dogfight"         |
| 2019 | The Order          | Jack Morton     | Papel principal                         |